# 上坪乡 (礼县)
上坪乡，是中华人民共和国甘肃省陇南市礼县下辖的一个乡镇级行政单位。

## 行政区划
上坪乡下辖以下地区：
新农村、大堡村、年家村、蔡家村、草山村、上坪村、赵坝村、青林村、黄咀村和唐王村。